# 劉俊相
劉俊相（1969年11月28日—），韓國影視及音樂劇男演員。妻子為演員洪銀姬。
在電視劇《順藤而上的你》飾演體貼丈夫方貴男，被韓國媒體譽為「國民丈夫」。

## 演出作品

### 電視劇
| 年份   | 電視台    | 劇名                    | 角色               |
| ------ | --------- | ----------------------- | ------------------ |
| 1997年 | KBS2      | 《婚紗》                |                    |
| 1999年 | KBS       | 《魔法之城》            |                    |
| 1999年 | MBC       | 《再見我的愛》          |                    |
| 2001年 | KBS       | 《人生多美好》          |                    |
| 2002年 | MBC       | 《狐狸與棉花糖》        |                    |
| 2002年 | MBC       | 《御史朴文修》          |                    |
| 2002年 | SBS       | 《情》                  |                    |
| 2004年 | MBC       | 《想結婚的女子》        | 申俊鎬             |
| 2004年 | SBS       | 《土地》                |                    |
| 2005年 | MBC       | 《英宰的全盛時代》      |                    |
| 2007年 | SBS       | 《追趕江南媽媽》        | 許尚元             |
| 2012年 | KBS       | 《順藤而上的你》        | 方貴男／Terry姜    |
| 2013年 | SBS       | 《出生的祕密》          | 洪慶斗             |
| 2013年 | SBS       | 《來自星星的你》        | 劉俊相（客串）     |
| 2015年 | SBS       | 《聽到傳聞》            | 韓正皓             |
| 2016年 | tvN       | 《吹笛子的男人》        | 尹熙成             |
| 2016年 | MBC       | 《工作Mom育兒Daddy》    | （客串）           |
| 2017年 | SBS       | 《操作》                | 李石珉             |
| 2019年 | KBS       | 《為何那樣，奉尚先生》  | 李奉尚             |
| 2020年 | JTBC      | 《優雅的朋友們》        | 安宮哲             |
| 2020年 | OCN       | 《驅魔麵館》            | 賈模度             |
| 2021年 | SBS       | 《Penthouse 2》         | 鄭斗萬（特别出演） |
| 2022年 | tvN       | 《還魂》                | 朴進               |
| 2022年 | tvN       | 《還魂：光與影》        | 朴進               |
| 2023年 | tvN       | 《驅魔麵館2：全面回擊》 | 賈模度             |
| 2025年 | Channel A | 《代替旅行》            | 吳尚植             |

### 電影
| 年份   | 片名                                | 角色               |
| ------ | ----------------------------------- | ------------------ |
| 1999年 | 《Tell Me Something 殘骸線索》      | 金基延             |
| 2000年 | 《凶咒》                            | 正旭               |
| 2003年 | 《Show Show Show》                  | 信海               |
| 2005年 | 《Wedding Campaign 我的結婚遠征記》 | 希哲               |
| 2007年 | 《Return 回歸》                     | 姜旭焕             |
| 2009年 | 《Like You Know It All 懂得又如何》 | 济州-高局长        |
| 2009年 | 《Where Is Ronny 尋找羅尼》         | 仁浩               |
| 2010年 | 《夏夏夏》                          | 方重植             |
| 2010年 | 《青苔：死亡異域》                  | 朴民旭             |
| 2011年 | 《最美麗的再見》                    | 金根德             |
| 2011年 | 《北村方向》                        | 成俊               |
| 2012年 | 《愛，在他鄉》                      | 安全要员           |
| 2012年 | 《R2B：獵鷹行動》                   | 李撤熙             |
| 2012年 | 《Touch 觸摸奇蹟》                  | 朴东值             |
| 2013年 | 《不是任何人女兒的海媛》            | 忠植               |
| 2013年 | 《傳說的拳頭》                      | 李尚勋             |
| 2014年 | 《標靶》                            | 宋班长             |
| 2015年 | 《圆梦之梦》                        | 警察               |
| 2015年 | 《憤怒的畫家》                      | 画家               |
| 2015年 | 《這時對，那時錯》                  | 安成国             |
| 2016年 | 《古山子，大東輿地圖》              | 兴宣大院君         |
| 2016年 | 《戀妳非妳》                        | 李尚元             |
| 2017年 | 《與神同行》                        | 消防员（特别出演） |
| 2018年 | 《河畔酒店》                        | 炳秀               |
| 2020年 | 《Spring Song》                     | 俊相               |
| 2021年 | 《》                                |                    |
| 2022年 | 《正直的候选人2》                   | 总统（友情出演）   |
| 2023年 | 《少年们》                          | 崔宇成             |

### 音樂劇
- 2004年：《Two Men》
- 2007年：《天使之爪》
- 2008年：《The Life》
- 2008年：《快樂人生》
- 2009年：《三劍客》
- 2009年：《殺人魔傑克》
- 2010年：《開膛手傑克》
- 2010年：《三劍客》
- 2011年：《開膛手傑克》
- 2011年：《三劍客》
- 2012年：《開膛手傑克》
- 2013年：《Rebecca》
- 2013年：《那些日子》
- 2013年：《三劍客》
- 2014年：《科學怪人》
- 2014年：《三劍客》
- 2014年：《那些日子》
- 2015年：《羅賓漢》
- 2015年：《那些日子》
- 2015年：《科學怪人》
- 2016年：《那些日子》
- 2017年：《BEN-HUR》
- 2018年：《三劍客》
- 2018年：《BARNUM》
- 2019年：《那些日子》
- 2019年：《英雄本色》
- 2020年：《那些日子》

### 綜藝節目
- 2019年：MBC《眾籌》
- 2012年7月15日：Running Man ep103《美女與野獸》

### MV
- 2003年：輝星《不行嗎》

## 演唱會
- 2014年：日本 Premium Concert <ONE> (和嚴基俊、閔永基（朝鲜语：민영기 (배우)）、金法來（朝鲜语：김법래）)
- 2014年：劉俊相首次個人演唱會 2014.12.25
- 2015年：J N Joy 20 Concert 2015.12.29 (和吉他手이준화)
- 2016年：嚴劉閔法演唱會 <Premium the ONE> (和嚴基俊、閔永基（朝鲜语：민영기 (배우)）、金法來（朝鲜语：김법래）) 首爾2016.06.18-19、大邱2016.10.22、釜山2016.11.27、大田2016.12.04
- 2016年：J N Joy 20 Concert 2016.12.31 (和吉他手이준화)
- 2017年：J N Joy 20 Concert <遊華紀行> 2017.03.24 (和吉他手이준화)
- 2017年：嚴劉閔法演唱會 <HE STORY> (和嚴基俊、閔永基（朝鲜语：민영기 (배우)）、金法來（朝鲜语：김법래）) 2017.06.17-18
- 2017年：The Musical Festival in Galaxy (和嚴基俊、閔永基（朝鲜语：민영기 (배우)）、金法來（朝鲜语：김법래）) 2017.09.10 蘭芝漢江公園
- 2017年：日本 嚴劉閔法演唱會 <THE ONE> (和嚴基俊、閔永基（朝鲜语：민영기 (배우)）、金法來（朝鲜语：김법래）) 2017.10.01
- 2017年：劉俊相的 J N Joy20 年末演唱會 <2017 末公> 2017.12.31
- 2018年：嚴劉閔法演唱會 <Love in Valentine> (和嚴基俊、閔永基（朝鲜语：민영기 (배우)）、金法來（朝鲜语：김법래）) 2018.02.10　城南藝術中心
- 2018年：Seoul Jazz Festival - J N Joy20 (和吉他手이준화) 2018.05.19　奧林匹克公園
- 2018年：日本 嚴劉閔法演唱會 <Premium Concert THE ONE> (和嚴基俊、閔永基（朝鲜语：민영기 (배우)）、金法來（朝鲜语：김법래）)  2018.10.03-04
- 2018年：嚴劉閔法全國巡迴演唱會 (和嚴基俊、閔永基（朝鲜语：민영기 (배우)）、金法來（朝鲜语：김법래）)　釜山2018.11.24、大邱2018.12.15、仁川2018.12.23、首爾2018.12.25、大田2018.12.29
- 2019年：劉俊相演唱會 2019.07.06　白岩藝術中心
- 2019年：嚴劉閔法演唱會 <Harmony in Life> (和嚴基俊、閔永基（朝鲜语：민영기 (배우)）、金法來（朝鲜语：김법래）)首爾 世宗大學 2019.10.26-27、城南藝術中心 2019.12.08

## 唱片、OST
- 2012年：電視劇《順藤而上的你》OST-Ce Song (Feat.김상호, 곽동연)
- 2012年：電影《Touch》OST-Touch Me
- 2013年：電影《傳說的拳頭》OST-沒有後悔(Legend Ver.) (황정민,유준상,윤도현)
- 2013年：《JUNES》
- 2014年：音樂劇《Rebecca》OST
- 2014年：音樂劇《那些日子》OST
- 2014年：《Travel Project 1 `Just Travel... Walking... And Thinking...》 J N Joy 20(유준상,이준화)
- 2014年：《Junes Friends Season 1》 (공기남녀, J N Joy 20, 타우린)
- 2014年：《Floating Cloud Project 1-2 初戀》 J N Joy 20(유준상,이준화)
- 2015年：《Just Travel... Walking... And Thinking... `In Jeju》 J N Joy 20(유준상,이준화)
- 2015年：《in Europe》 J N Joy 20(유준상,이준화)
- 2016年：電影《我從你身上學到的事》OST  J N Joy 20(유준상,이준화)
- 2016年：單曲《You Are The Best》 엄유민법(엄기준,유준상,민영기,김법래)
- 2016年：《THE FACE》
- 2018年：單曲《要成為怎樣的人? （页面存档备份，存于）》
- 2018年：單曲《Suddenly （页面存档备份，存于）》
- 2019年：《尚未結束 （页面存档备份，存于）》
- 2019年：電視劇《為何那樣，奉尚先生》OST-我是幸福的人
- 2019年：《Travel Project 3.In慶州 （页面存档备份，存于）》 J N Joy 20(유준상,이준화)
- 2019年：單曲《You’re the One I greet （页面存档备份，存于）》 (Duet.최서연)

## 著作
- 2016年：劉俊相歐洲音樂旅行繪圖日紀《五顆星星》

## 獲獎
- 2012年：KBS演技大賞－男子最優秀演技獎、最佳情侶獎（與金南珠）（順藤而上的你）
- 2015年：SBS演技大賞－中篇電視劇 男子最優秀演技賞（聽到傳聞）

## 腳註
1. ↑  .   [2014-06-02]. （原始内容存档于2020-04-04）.

## 外部連結
- 劉俊相的Instagram帳戶
- 劉俊相的Naver人物頁面 （页面存档备份，存于）
- 經紀公司Namoo Actors個人頁面 （页面存档备份，存于）
- JNJoy20的Facebook專頁